# Portret Goi w wieku osiemdziesięciu lat
Portret Goi w wieku osiemdziesięciu lat (hiszp. El pintor Francisco de Goya) – portret olejny namalowany przez Vicentego Lopeza Portañę (1772–1850), hiszpańskiego nadwornego malarza. Przedstawia malarza Francisca Goyę; obecnie jest jednym z najbardziej rozpowszechnionych wizerunków Goi, znanym lepiej niż jego autoportrety. Jest uważany za jedno ze szczytowych dzieł Lopeza Portañi.

## Okoliczności powstania
Pod koniec życia Goya wyemigrował do Francji i zamieszkał na stałe w Bordeaux. Pod nieobecność Goi w stolicy jego miejsce na dworze zajął Vicente López Portaña, malarz akademicki pochodzący z Walencji. Od 1815 roku zajmował stanowisko pierwszego malarza nadwornego. W 1826 roku Goya podjął ostatnią podróż do ojczyzny – mimo poważnych kłopotów ze zdrowiem udał się do Madrytu. Prosił króla Ferdynanda VII o zwolnienie go z funkcji nadwornego malarza ze względu na podeszły wiek i liczne dolegliwości. Petycja została przyjęta, malarzowi wypłacono ostatnią pensję i pozwolono na powrót do Francji. Dodatkowo Ferdynand zlecił Lopezowi namalowanie jego portretu. Goya, mimo że niewysoko cenił umiejętności Lopeza jako portrecisty, zgodził się, by nie urazić króla.
Styl malarski Lopeza charakteryzował się akademicką dbałością o szczegóły, podczas gdy Goya preferował swobodne pociągnięcia pędzlem sprawiające wrażenie niedokończonego dzieła. Goya miał postawić Lopezowi warunek, że on sam zadecyduje o tym, kiedy dzieło będzie można uznać za skończone. Po kilku sesjach stwierdził, że postępy są niezadowalające – López miał gotowy zaledwie szkic głowy i twarz modela. Goya powrócił więc do Bordeaux pozostawiając portret niedokończony. Lopez dokończył obraz bez niego, a Goya już nigdy nie zobaczył swojego portretu.

## Opis obrazu
Portret przedstawia 80-letniego Francisca Goyę siedzącego w fotelu i trzymającego atrybuty swojej profesji – paletę oraz pędzle malarskie. Szczególną uwagę zwraca spojrzenie Goi o niezwykłej sile ekspresji, chociaż mina wydaje się „zrzędliwa” i zmęczona. Po lewej stronie, na sztalugach widać dedykację Lopeza dla Goi – López a su Amigo Goya. López zastosował swobodniejsze pociągnięcia pędzlem bez ostatecznego wykończenia szczegółów; taki zabieg nie był typowy dla wykonywanych przez niego portretów na zlecenie.
W Narodowym Muzeum Sztuki Dekoracyjnej w Buenos Aires znajduje się szkic przygotowawczy do tego dzieła.